# Kabardsko-balkarská vlajka

Kabardsko-balkarská vlajka
Poměr stran: 2:3

Vlajka Kabardsko-Balkarska, jedné z autonomních republik Ruské federace, je tvořena listem o poměru stran 2:3 se třemi vodorovnými pruhy, modrým, bílým a zeleným. Uprostřed je modro-zelené kruhové pole, jehož barevné části jsou odděleny bílou kresbou hory Elbrus, ležící na hranici Kabardsko-Balkarska a Karačajsko-Čerkeska.
Modrá barva na vlajce symbolizuje slávu předků, čest živých, věrnost a upřímnost ve vztazích.  Bílá znamená mír a laskavost a zelená svobodu v myšlenkách, činech, radost z komunikace, porozumění a naději na světlejší budoucnost.

## Historie
Na území dnešní republiky vznikla v roce 1921 (v rámci RSFSR) Kabardská autonomní oblast, později přejmenovaná na Kabardsko-balkarská AO, Kabardsko-balkarská ASSR, Kabardská ASSR. Od roku 1991 se používá název Kabardsko-balkarská republika.
Zemi obývají dva národy, na 1. lidovém sjezdu tak vlála balkarská vlajka.

Balkarská vlajka Poměr stran: 2:3, ve zdroji 1:2

Nakonec se však podařilo jednotu obou národů zachovat a 21. července 1994 schválil parlament nové symboly republiky.

## Vlajka kabardsko-balkarského prezidenta

Vlajka kabardsko-balkarského prezidenta Poměr stran: 1:1

## Vlajky kabardsko-balkarských okruhů a rajónů

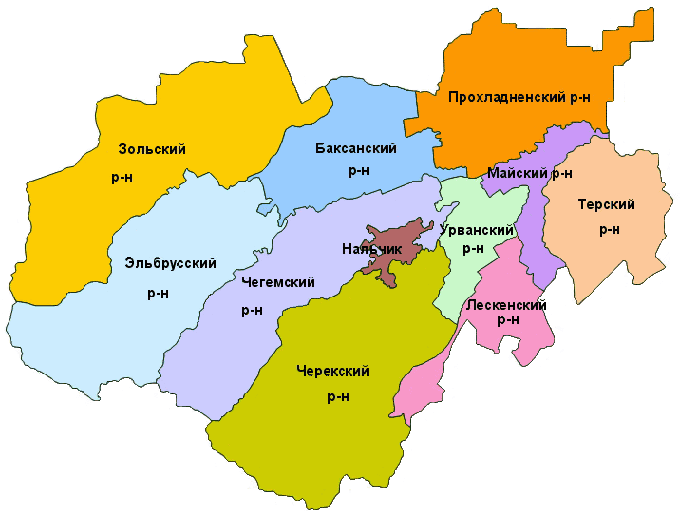
Kabardsko-balkarské rajóny

Kabardsko-Balkarsko se člení na 3 městské okruhy a 10 rajónů.
Městské okruhy

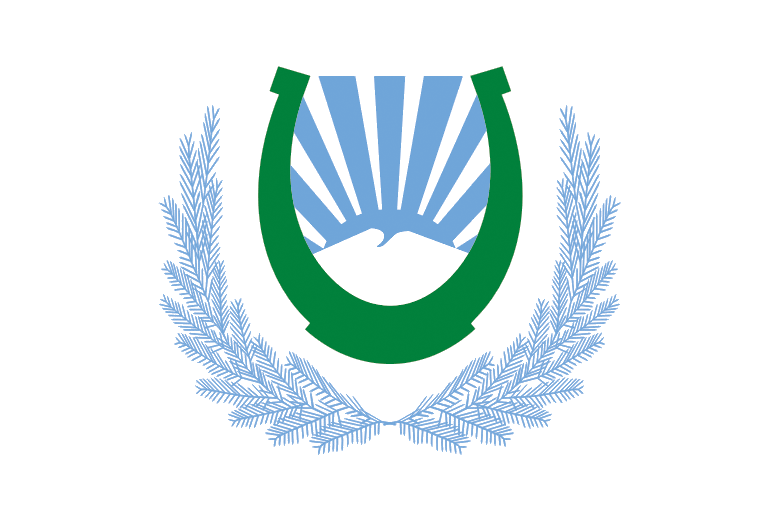
Nalčik Poměr stran 2:3
Baksan Poměr stran 2:3
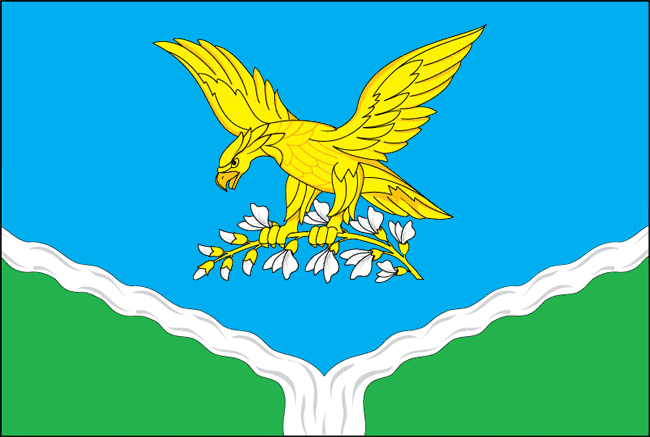
Prochladnyj Poměr stran 2:3

Rajóny

Baksanský rajón Poměr stran 2:3
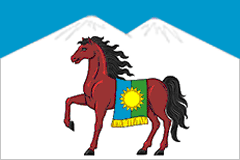
Zolský rajón Poměr stran 2:3
Leskenský rajón Poměr stran 2:3
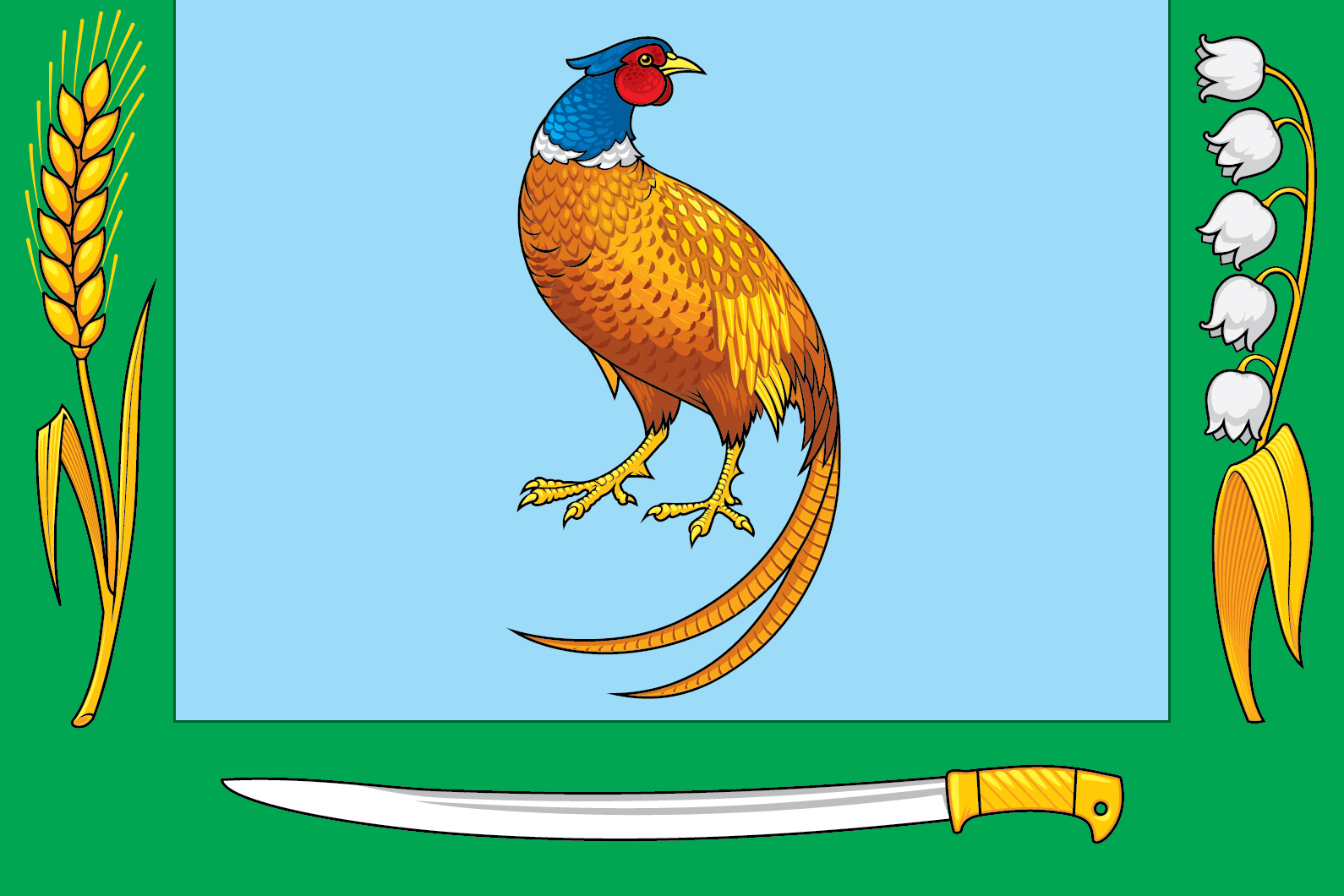
Majský rajón Poměr stran 2:3
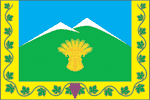
Prochladněnský rajón Poměr stran 2:3
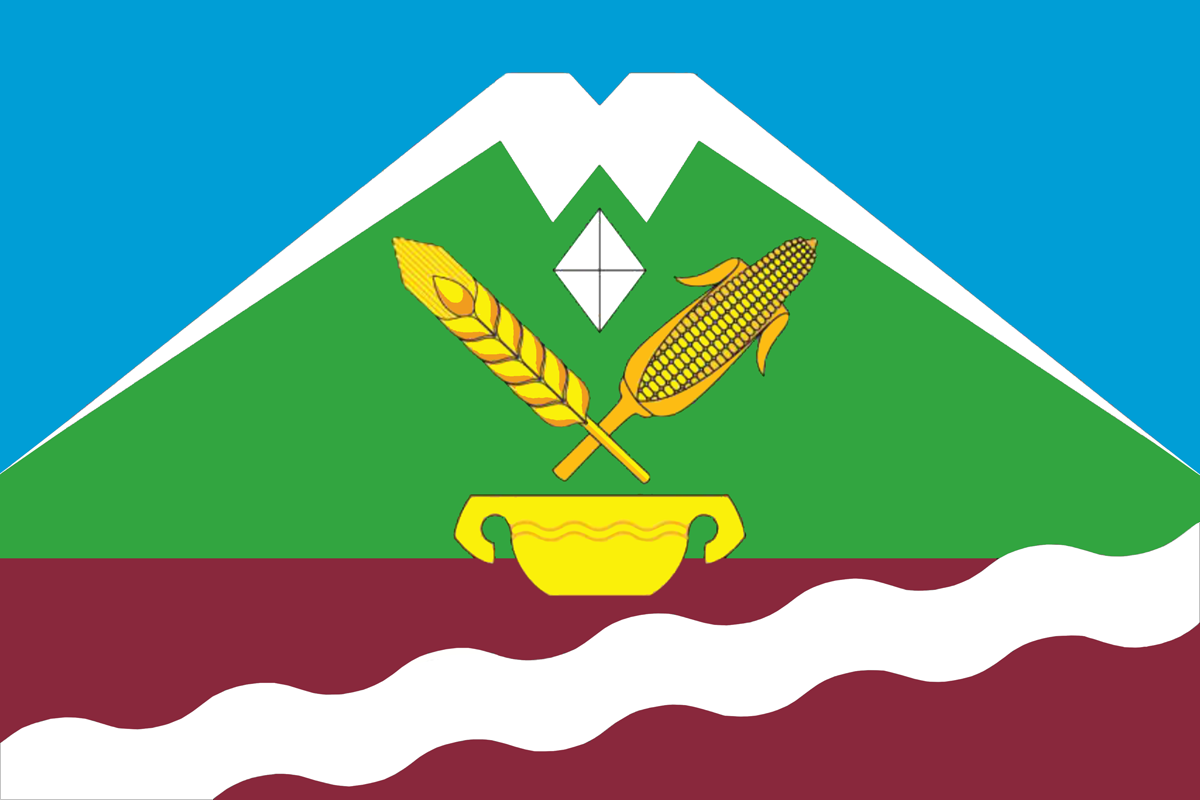
Terský rajón Poměr stran 2:3
Urvanský rajón Poměr stran 2:3
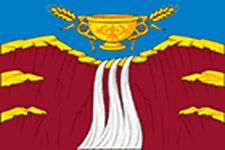
Čegemský rajón Poměr stran 2:3
Čerekský rajón Poměr stran 2:3
Elbrusský rajón Poměr stran 2:3